# Percloroetileno
Percloroetileno, nome comercialmente mais usual do tetracloroeteno Cl2C=CCl2 é um composto químico fabricado que é largamente usado para a lavagem a seco de produtos (frequentemente chamado "fluido de limpeza a seco") e desengraxe de metais. É também utilizado na produção de outros produtos químicos e alguns produtos de consumo, especialmente para desengraxe e limpeza.
A produção mundial deste produto químico de larga aplicação atingiu aproximadamente 1 milhão de toneladas em 1985.

## Produção
Michael Faraday sintetizou pela primeira vez o tetracloroeteno em 1821 por decomposição térmica do hexacloroetano em tetracloroeteno e cloro.
É utilizado para desengraxar alumínio em empresas que produzem panelas e assadeiras.
C2Cl6 → C2Cl4 + Cl2
A maior parte do tetracloroeteno é produzido pela cloronólise a alta temperatura de hidrocarbonetos leves. O método é relacionado a descoberta de Faraday já que o hexacloroetano é gerado e termicamente se decompõe. Subprodutos incluem tetracloreto de carbono, cloreto de hidrogênio e hexaclorobutadieno.

## Intoxicação
Depende sempre da via:

### Ingestão
Ingestão gástrica, náuseas e vómitos. Causa depressão do sistema nervoso central que pode levar à morte. Exposição a doses massivas pode levar a arritemias e morte por potenciação das catecolaminas do miocárdio. Induz necrólise epidérmica tóxica